# Topomyia hirtusa
Topomyia hirtusa är en tvåvingeart som beskrevs av Gong 1989. Topomyia hirtusa ingår i släktet Topomyia och familjen stickmyggor. Inga underarter finns listade i Catalogue of Life.